# Hippocampus zosterae
Hippocampus zosterae är en fiskart som beskrevs av Jordan och Gilbert 1882. Hippocampus zosterae ingår i släktet Hippocampus och familjen kantnålsfiskar. IUCN kategoriserar arten globalt som otillräckligt studerad. Inga underarter finns listade i Catalogue of Life.